# Alex Gurney
Alexander Gurney (Newport Beach, 1974. szeptember 4. –) amerikai autóversenyző, aki a Rolex Sports Car sorozatban versenyzett a GAINSCO/Bob Stallings Racinggel. Megnyerte a 2007 és a 2009-es GRAND-AM Rolex Sports Car Series Daytonai prototípus egyéni világbajnoki címet. 2013-ban harmadik helyet ért el Jon Fogarty csapattárs mellett. A következő évben ő lett az első versenyző, aki a Corvette Daytona Prototípus pilótájaként átfogó pole pozíciót szerzett a Rolex Daytona 24-órás versenyen, amely után visszavonult. Dan Gurney autóversenyző legenda gyermeke.

## Ifjúkori versenyzői karrierje
Legfiatalabb fia az 1968-as Indy 500 második helyezett és Forma 1-es versenyző Dan Gurney-nek. Alex versenyzett a Midwest Skip Barber Formula Dodge szériában, Barber Dodge Pro Seriesben, Toyota Atlantic bajnokságban és a British Formula 3-as bajnokságban.

## Rolex Sports Car széria
2005-ben csatlakozott a sorozathoz, a GAINSCO/Bob Stallings Racing versenyzőjeként a Daytona Prototípus kategóriában. Két pole pozíciót és négy top 10-es helyezést ért el első évében, Bob Stalling csapattulajdonos mellett.
2006-ban Gurney Jon Fogarty korábbi Atlantic bajnokság sztár csapattársa lett. 11. helyezést ért el a bajnokságban két második helyezést elérve. 2007-ben hét győzelmet és 10 pole-t szerzett csapattársával, amellyel rekordot döntöttek a sorozatban. Ezzel elnyerve ezen év világbajnoki címét is.
Gurney és Fogarty második helyen végeztek a 2008-as szezonban, egy győzelemmel és nyolc top 5-ös helyezéssel. 2009-ben elnyerték második címüket, amely szezonban a 99 GAINSCO Riley Pontiac 4 győzelmet és 6 pole pozíciót szerzett.
2010 és 2011-ben Gurney negyedik helyen végzett a sorozatban.
2012.ben Gurney és Fogarty visszatért a GAINSCO/Bob Stallings Racing csapatához,a Riley-Chevrolet sporting új Corvette vázával.

## iRacing
Gurney első helyet ért el a 2021-es Radical Racing Challenge Division 3 bajnokságban összesen 12 Time Attack dobogóval.

## Magánélete
Felesége Colleen. Két gyermekük van. A Colorado Egyetemen elvégezte a vállalati gazdaság szakot.
Gurney saját apját alakította a 2019-es Az aszfalt királyai című filmben.

## Eredményei

### Amerikai nyílt kerekű versenyzés

#### Barber Dodge Pro széria
| Év   | 1      | 2      | 3      | 4      | 5     | 6     | 7     | 8      | 9      | 10     | 11    | 12     | Helyezés | Pont |
| ---- | ------ | ------ | ------ | ------ | ----- | ----- | ----- | ------ | ------ | ------ | ----- | ------ | -------- | ---- |
| 1998 | SEB 20 | LRP 19 | DET 11 | WGI 13 | CLE 9 | GRA 6 | MDO 5 | ROA 21 | LS1 12 | ATL 17 | HMS 4 | LS2 14 | 10       | 55   |

#### Atlantic bajnokság
| Év   | Csapat              | 1       | 2       | 3      | 4      | 5     | 6      | 7     | 8      | 9      | 10     | 11     | 12     | Helyezés | Pont |
| ---- | ------------------- | ------- | ------- | ------ | ------ | ----- | ------ | ----- | ------ | ------ | ------ | ------ | ------ | -------- | ---- |
| 1999 | Team Green          | LBH 25  | NAZ 8   | GAT 11 | MIL 13 | MTL 5 | ROA 26 | TRR 7 | MDO 12 | CHI 13 | VAN 17 | LS 7   | HOU 6  | 12       | 38   |
| 2000 | All American Racers | HMS1 24 | HMS2 22 | LBH 10 | MIL 5  | MTL 7 | CLE 18 | TOR 8 | TRR 3  | ROA 5  | LS 6   | GAT 18 | HOU 16 | 8        | 57   |
| 2002 | Dorricott Racing    | MTY 22  | LBH 2   | MIL 4  | LS 6   | POR 6 | CHI 10 | TOR 5 | CLE 8  | TRR 2  | ROA 3  | MTL 5  | DEN 23 | 3        | 132  |

### Rolex Series karrier
| Év   | Csapat                | 1       | 2       | 3       | 4       | 5       | 6       | 7     | 8     | 9      | 10     | 11      | 12     | 13      | 14     | Helyezés | Pont |
| ---- | --------------------- | ------- | ------- | ------- | ------- | ------- | ------- | ----- | ----- | ------ | ------ | ------- | ------ | ------- | ------ | -------- | ---- |
| 2005 | GAINSCO/Blackhawk     | R24 DNP | MIA DNP | FON DNP | LAG 6   | MTT DNP | WG6 DNP | DAY 9 | BAR 8 | WGI 2  | MDO 11 | PHX Ret | WGI 11 | VIR DNS | MEX 11 | 11       | 175  |
| 2006 | GAINSCO/Blackhawk     | R24 13  | MEX 13  | MIA 6   | LBH DNS | VIR 14  | LAG 2   | PHX 8 | WG6 2 | MDO 3  | DAY 5  | BAR 4   | WGI 13 | SON DNS | SLC 9  | 6        | 289  |
| 2007 | GAINSCO/Bob Stallings | R24 Ret | MEX 1   | MIA 11  | VIR 5   | LAG 6   | WG6 1   | MDO 1 | DAY 1 | IOW 3  | BAR 1  | MON 3   | WGI 1  | SON 1   | SLC 8  | 1        | 408  |
| 2008 | GAINSCO/Bob Stallings | R24 2   | MIA 6   | MEX 4   | VIR 14  | LAG 4   | WG6 8   | MDO 1 | DAY 2 | BAR 16 | MON 8  | WGI 2   | SON 2  | NJ 4    | SLC 3  | 2        | 378  |
| 2009 | GAINSCO/Bob Stallings | R24 7   | VIR 1   | NJ 6    | LAG 1   | WG6 Ret | MDO 3   | DAY 2 | BAR 1 | WGI 4  | MON 3  | SLC 1   | MIA 4  |         |        | 1        | 337  |

### WeatherTech SportsCar bajnokság
| Év   | Csapat                       | Kategória | Gyártó            | Motor             | 1      | 2   | 3   | 4   | 5   | 6   | 7   | 8   | 9   | 10  | 11  | Helyezés | Pont |
| ---- | ---------------------------- | --------- | ----------------- | ----------------- | ------ | --- | --- | --- | --- | --- | --- | --- | --- | --- | --- | -------- | ---- |
| 2014 | GAINSCO/Bob Stallings Racing | P         | Riley Corvette DP | Chevrolet 5.5L V8 | DAY 18 | SEB | LBH | LAG | DET | WGL | MOS | IMS | ROA | COA | PET | 56       | 14   |